# 제2대 로스차일드 남작 월터 로스차일드
제2대 로스차일드 남작 라이오넬 월터 로스차일드(Lionel Walter Rothschild, 2nd Baron Rothschild, Baron de Rothschild, 1868년 2월 8일 ~ 1937년 8월 27일)는 영국의 은행가, 정치인, 동물학자이다. 부친인 제1대 로스차일드 남작 네이던 로스차일드에 이어 2대 남작이다. 로스차일드가를 만든 마이어 암셸 로스차일드의 고손자이다.
건강에도 불구하고, 로스차일드 경은 시간제 일자리로 영국군 장교로 복무해, 1903년에 소령으로 진급했다. 1909년에 제대했다.
마이어 암셸 로스차일드의 고손자인 월터 로스차일드는 고조부로부터 물려받은 막대한 부로 제1차대전 당시 군자금이 부족한 영국 정부로부터 밸푸어 선언 (1917년)을 받아내어, 이스라엘의 독립을 돈을 주고 샀다.
이스라엘에서는 많은 사람이 아이의 이름을 로스차일드라 짓고 있으며, 이스라엘 곳곳에 ‘로스차일드 거리’를 찾아볼 수 있다.